# グランドチャンピオンシップ (独立リーグ)
日本独立リーグ・グランドチャンピオンシップ（にっぽんどくりつリーグ・グランドチャンピオンシップ）は、日本にある複数の野球の独立リーグ優勝チームが争うチャンピオン大会である。2007年に第1回が開催された。2014年からは日本独立リーグ野球機構所属リーグのチャンピオンシップともなっている。
リーグ公式サイトやマスコミ報道では「GCS」という略称を使用する場合がある。
2019年以前と、2年の中断を経て再開された2022年以降とでは、参加リーグや開催形式が大きく異なる。

## 概要

### 2019年以前
※中止となった2020年を含む。
四国アイランドリーグplus（2007年までは四国アイランドリーグ、2008 - 2010年は四国・九州アイランドリーグ）とベースボール・チャレンジ・リーグ（ルートインBCリーグ、2007年は北信越ベースボール・チャレンジ・リーグ）のそれぞれの年間優勝を決めたチームが対戦し、5戦して3勝した方を勝者とした。主管試合を2試合（第1・2戦）行うリーグと3試合（第3 - 5戦）行うリーグが隔年で入れ替わっていた（2試合実施の年は、西暦の奇数年がBCリーグ、偶数年がアイランドリーグ）。開催形式の制約から、ホームゲームでの優勝決定はアイランドリーグが西暦の奇数年、BCリーグが偶数年に限られた。2019年まで、ホームでの優勝決定はアイランドリーグが5回、BCリーグが3回だった。
2009年のシーズン前には、新たに発足した関西独立リーグ (初代)も交えた開催を検討中であると報じられていた。しかし、最終的に従来通りアイランドリーグとBCリーグの間で開催されることとなった。初代関西独立リーグは京セラドーム大阪での集中開催を主張する一方、日程を決める前提となる自リーグの後期日程も未定の状態で打ち合わせに臨んでいたという。
2010年度以降もアイランドリーグとBCリーグの間で実施され、2019年以前に存在した初代関西独立リーグ・ジャパン・フューチャーベースボールリーグ（2010年のみで休止）ならびに関西独立リーグ (2代目)（さわかみ関西独立リーグ。2014年設立、旧・BASEBALL FIRST LEAGUE）の参加実績はなかった。
2020年は新型コロナウイルス感染症の流行に伴い中止となる。

### 2022年以降
※中止となった2021年を含む。
2021年から公式戦を開始した九州アジアリーグ（ヤマエ久野 九州アジアリーグ→ヤマエグループ 九州アジアリーグ、KAL）は、設立当初よりグランドチャンピオンシップに参加する計画を表明し、リーグ戦開幕前に日本独立リーグ野球機構への加盟が認められた。しかし、同年も新型コロナウイルス感染症流行の影響で開催は中止となった。公式の発表はなかったが、九州アジアリーグを加えた上で、特殊なトーナメント方式で開催する予定だったことが後に報じられている。
2022年に北海道フロンティアリーグ (HFL)が日本独立リーグ野球機構に加盟し、同年8月26日に、日本独立リーグ野球機構に加盟する4リーグの優勝チームが参加するトーナメント方式で開催することが発表された。開催地は2022年は九州アジアリーグ・火の国サラマンダーズが本拠地とする藤崎台県営野球場で全試合を開催し、2023年度以降は各リーグの本拠地を持ち回りとする。ただし後述の通り、2025年は前年と同じ開催県となった。
なお、2022年度にBCリーグの一部球団が離脱して発足した日本海オセアンリーグは、発足前にBCリーグ代表の村山哲二が「参加予定」と取材に対して述べていたものの、2022年シーズンは日本独立リーグ野球機構非加盟だった。同リーグは2023年からはベイサイドリーグに名称を変えて構成球団も変更、一方所属していた2チームが新たに設立された日本海リーグ (NLB)に移った。日本海リーグは2023年2月にIPBLへの加盟が承認された。これにより日本海リーグに所属する球団（富山GRNサンダーバーズと石川ミリオンスターズ）は再び出場の資格を得た。2023年4月に、富山のウェブサイトにおいて、リーグ優勝したチームはグランドチャンピオンシップ出場権を得ると明記された。参加リーグが増えて奇数(5)となったことに伴い、2023年度からは各リーグ優勝チーム以外に、開催地地元枠として原則として開催球場の県をフランチャイズとする球団が参加している。2025年は、新たにIPBLに加盟した関西独立リーグ（さわかみ関西独立リーグ）を加えた6つのリーグの優勝チームで実施されるが、開催地枠は存置されている。関西独立リーグは、開催要領発表後の7月10日に、出場チームを「8月31日時点の首位チーム」とすることを発表した。
2023年は電子チケットを販売した（1日2試合の場合は両方の試合を観戦可能）。

## 戦績
※2024年終了時点

### 2007年 - 2019年
| 回 | 開催年 | 勝利チーム                                      | 勝利監督   | 成績      | 星取表 | 敗戦チーム                                      | 開催球場                                                         |
| -- | ------ | ----------------------------------------------- | ---------- | --------- | ------ | ----------------------------------------------- | ---------------------------------------------------------------- |
| 1  | 2007年 | 香川オリーブガイナーズ（IL）                    | 西田真二   | 3勝1敗    | ●○○○   | 石川ミリオンスターズ（BCL）                     | 石川県立野球場 サーパススタジアム                                |
| 2  | 2008年 | 香川オリーブガイナーズ（IL）                    | 西田真二   | 3勝2敗    | ○○●●○  | 富山サンダーバーズ（BCL）                       | サーパススタジアム 県営富山野球場 桃山野球場                     |
| 3  | 2009年 | 高知ファイティングドッグス（IL）                | 定岡智秋   | 3勝2敗    | ○○●●○  | 群馬ダイヤモンドペガサス（BCL）                 | 藤岡総合運動公園市民球場 上毛新聞敷島球場 高知市野球場           |
| 4  | 2010年 | 香川オリーブガイナーズ（IL）                    | 西田真二   | 3勝1敗    | ○○●○   | 石川ミリオンスターズ（BCL）                     | アークバリアBP志度 石川県立野球場                                |
| 5  | 2011年 | 石川ミリオンスターズ（BCL）                     | 森慎二     | 3勝       | ○○○    | 徳島インディゴソックス（IL）                    | 石川県立野球場 JAバンク徳島スタジアム                            |
| 6  | 2012年 | 新潟アルビレックス・ベースボール・クラブ（BCL） | 高津臣吾   | 3勝       | ○○○    | 香川オリーブガイナーズ（IL）                    | レクザムスタジアム 長岡市悠久山野球場                            |
| 7  | 2013年 | 石川ミリオンスターズ（BCL）                     | 森慎二     | 3勝1敗    | ●○○○   | 徳島インディゴソックス（IL）                    | 金沢市民野球場 JAバンク徳島スタジアム                            |
| 8  | 2014年 | 徳島インディゴソックス（IL）                    | 島田直也   | 3勝1敗1分 | ○△●○○  | 群馬ダイヤモンドペガサス（BCL）                 | JAバンク徳島スタジアム 前橋市民球場                              |
| 9  | 2015年 | 愛媛マンダリンパイレーツ（IL）                  | 弓岡敬二郎 | 3勝2敗    | ●●○○○  | 新潟アルビレックス・ベースボール・クラブ（BCL） | 柏崎市佐藤池野球場 三条パール金属スタジアム 坊っちゃんスタジアム |
| 10 | 2016年 | 群馬ダイヤモンドペガサス（BCL）                 | 平野謙     | 3勝2敗    | ●●○○○  | 愛媛マンダリンパイレーツ（IL）                  | 坊っちゃんスタジアム 前橋市民球場                                |
| 11 | 2017年 | 徳島インディゴソックス（IL）                    | 養父鐵     | 3勝2敗    | ●○○●○  | 信濃グランセローズ（BCL）                       | JAバンク徳島スタジアム 長野オリンピックスタジアム                |
| 12 | 2018年 | 群馬ダイヤモンドペガサス（BCL）                 | 平野謙     | 3勝1分    | ○○△○   | 香川オリーブガイナーズ（IL）                    | レクザムスタジアム レクザムBP丸亀 前橋市民球場                   |
| 13 | 2019年 | 徳島インディゴソックス（IL）                    | 牧野塁     | 3勝2敗    | ○●○●○  | 栃木ゴールデンブレーブス（BCL）                 | 小山運動公園野球場 オロナミンC球場 JAバンク徳島スタジアム        |

### 2022年 -
| 開催年 | 優勝チーム                 | 優勝監督 | 2位チーム                                | 3位チーム                                                            | 4位チーム                                                | 開催球場             |
| ------ | -------------------------- | -------- | ---------------------------------------- | -------------------------------------------------------------------- | -------------------------------------------------------- | -------------------- |
| 2022年 | 火の国サラマンダーズ (KAL) | 馬原孝浩 | 信濃グランセローズ (BCL)                 | 高知ファイティングドッグス (IL)                                      | 士別サムライブレイズ (HFL)                               | 藤崎台県営野球場     |
| 開催年 | 優勝チーム                 | 優勝監督 | 2位チーム                                | 準決勝敗退チーム                                                     | 準々決勝敗退チーム                                       | 開催球場             |
| 2023年 | 火の国サラマンダーズ (KAL) | 馬原孝弘 | 埼玉武蔵ヒートベアーズ (BCL)             | 徳島インディゴソックス (IL) 愛媛マンダリンパイレーツ（IL・開催県枠） | 石狩レッドフェニックス (HFL) 富山GRNサンダーバーズ (NLB) | 坊っちゃんスタジアム |
| 2024年 | 信濃グランセローズ (BCL)   | 柳沢裕一 | 栃木ゴールデンブレーブス (BCL・開催県枠) | 愛媛マンダリンパイレーツ (IL) 北九州下関フェニックス（KAL）          | 石狩レッドフェニックス (HFL) 石川ミリオンスターズ (NLB)  | 小山運動公園野球場   |

### リーグ別優勝回数
| 所属リーグ               | 優勝回数 |
| ------------------------ | -------- |
| BCリーグ                 | 6        |
| 四国アイランドリーグ     | 8        |
| 九州アジアリーグ         | 2        |
| 北海道フロンティアリーグ | 0        |
| 日本海リーグ             | 0        |

### チーム別出場・優勝回数
色を塗ったチームは、IPBL加盟リーグより脱退。
| 所属リーグ               | チーム名                                 | 出場回数 | 優勝回数 |
| ------------------------ | ---------------------------------------- | -------- | -------- |
| BCリーグ                 | 福島レッドホープス                       | 0        | 0        |
| BCリーグ                 | 茨城アストロプラネッツ                   | 0        | 0        |
| BCリーグ                 | 栃木ゴールデンブレーブス                 | 2        | 0        |
| BCリーグ                 | 群馬ダイヤモンドペガサス                 | 4        | 2        |
| BCリーグ                 | 埼玉武蔵ヒートベアーズ                   | 1        | 0        |
| BCリーグ                 | 神奈川フューチャードリームス             | 0        | 0        |
| BCリーグ                 | 新潟アルビレックス・ベースボール・クラブ | 3        | 2        |
| BCリーグ                 | 信濃グランセローズ                       | 3        | 1        |
| BCリーグ                 | ☆福井ワイルドラプターズ                  | 0        | 0        |
| BCリーグ                 | ★オセアン滋賀ブラックス                  | 0        | 0        |
| BCリーグ→日本海リーグ    | 富山GRNサンダーバーズ                    | 2        | 0        |
| BCリーグ→日本海リーグ    | 石川ミリオンスターズ                     | 5        | 2        |
| 四国アイランドリーグ     | ☆三重スリーアローズ                      | 0        | 0        |
| 四国アイランドリーグ     | 愛媛マンダリンパイレーツ                 | 4        | 1        |
| 四国アイランドリーグ     | 香川オリーブガイナーズ                   | 5        | 3        |
| 四国アイランドリーグ     | 徳島インディゴソックス                   | 6        | 3        |
| 四国アイランドリーグ     | 高知ファイティングドッグス               | 2        | 1        |
| 四国アイランドリーグ     | ★福岡レッドワーブラーズ                  | 0        | 0        |
| 四国アイランドリーグ     | ☆長崎セインツ                            | 0        | 0        |
| 九州アジアリーグ         | 火の国サラマンダーズ                     | 2        | 2        |
| 九州アジアリーグ         | 大分B-リングス                           | 0        | 0        |
| 九州アジアリーグ         | 北九州下関フェニックス                   | 1        | 0        |
| 九州アジアリーグ         | 宮崎サンシャインズ                       | 0        | 0        |
| 北海道フロンティアリーグ | KAMIKAWA・士別サムライブレイズ           | 1        | 0        |
| 北海道フロンティアリーグ | 美唄ブラックダイヤモンズ                 | 0        | 0        |
| 北海道フロンティアリーグ | 石狩レッドフェニックス                   | 2        | 0        |

☆-解散
★-活動停止中
各リーグ創立翌年以降の新規参入球団が参入年度に出場した例はまだない（過去の最短記録はリーグ戦参加から2年目に出場した群馬ダイヤモンドペガサス）。2020年にBCリーグに加入した神奈川フューチャードリームスはその年度にリーグ優勝したが、グランドチャンピオンシップの開催がなかった。一方シリーズ開始以来初出場まで最も年数を要したのは信濃グランセローズで、11年目だった。

### 通算成績
| 順 | クラブ名   | 所属リーグ | 出 | 優 | 試 | 勝 | 敗 | 分 | 勝率  |
| -- | ---------- | ---------- | -- | -- | -- | -- | -- | -- | ----- |
| 1  | 徳島       | IL         | 6  | 3  | 23 | 11 | 12 | 1  | .478  |
| 2  | 香川       | IL         | 5  | 3  | 20 | 9  | 10 | 1  | .474  |
| 3  | 群馬       | BCL        | 4  | 2  | 19 | 9  | 8  | 2  | .529  |
| 4  | 石川       | BCL・NBL   | 5  | 2  | 16 | 8  | 8  | 0  | .500  |
| 5  | 火の国     | KAL        | 2  | 2  | 4  | 4  | 0  | 0  | 1.000 |
| 6  | 愛媛       | IL         | 4  | 1  | 14 | 7  | 7  | 0  | .500  |
| 7  | 信濃       | BCL        | 3  | 1  | 9  | 5  | 4  | 0  | .556  |
| 8  | 新潟       | BCL        | 2  | 1  | 8  | 5  | 3  | 0  | .625  |
| 9  | 高知       | IL         | 2  | 1  | 7  | 4  | 3  | 0  | .571  |
| 10 | 栃木       | BCL        | 2  | 0  | 8  | 4  | 4  | 0  | .500  |
| 11 | 富山       | BCL・NBL   | 2  | 0  | 6  | 2  | 4  | 0  | .333  |
| 12 | 埼玉       | BCL        | 1  | 0  | 2  | 1  | 1  | 0  | .500  |
| 13 | 石狩       | HFL        | 2  | 0  | 2  | 0  | 2  | 0  | .000  |
| 13 | 士別       | HFL        | 1  | 0  | 2  | 0  | 2  | 0  | .000  |
| 14 | 北九州下関 | KAL        | 1  | 0  | 1  | 0  | 1  | 0  | .000  |

- データは2024年終了時。
- 太字のチームは優勝経験のあるチームで、太数字は最多記録。
- 順位は優勝回数が多い順に並べている。優勝回数が同数の場合は勝利数の多い方を、勝利数も同数の場合は試合数の多い方を上に並べることとする。それでも同数の場合はチーム名を五十音順に並べることとする。

## 各回の概略

### 第1回（2007年）
香川オリーブガイナーズ vs 石川ミリオンスターズ
- 第4戦で香川の優勝が決まり、初代チャンピオンとなった。

### 第2回（2008年）
香川オリーブガイナーズ vs 富山サンダーバーズ
- 第3戦は雨天順延となり、第3・4戦を県営富山野球場で実施。予備日開催となった第5戦も10月27日は雨天中止となったため、10月28日に開催され、延長戦の末に香川が勝利し、2年連続の優勝を飾った。

### 第3回（2009年）
高知ファイティングドッグス vs 群馬ダイヤモンドペガサス
- 第4戦は雨天順延となり、以後1日ずつ開催がずれた。第5戦で高知の優勝が決まり、アイランドリーグの3連覇となった。

### 第4回（2010年）
香川オリーブガイナーズ vs 石川ミリオンスターズ
- 3勝1敗で2年ぶりに香川が優勝し、アイランドリーグ勢の4連覇となった。第4戦は降雨のため7回コールドゲームでの優勝決定となった。

### 第5回（2011年）
徳島インディゴソックス vs 石川ミリオンスターズ
- 3勝0敗で石川が初優勝し、BCリーグのチームとして初めて独立リーグ日本一となった。また、3勝0敗のストレート勝ちもシリーズ史上初である。

### 第6回（2012年）
香川オリーブガイナーズ vs 新潟アルビレックス・ベースボール・クラブ
- 3勝0敗で新潟が初優勝し、BCリーグ勢が連覇となった。

### 第7回（2013年）
徳島インディゴソックス vs 石川ミリオンスターズ
- 3勝1敗で石川が2年ぶりに優勝し、BCリーグ勢の3連覇となった。

### 第8回（2014年）
徳島インディゴソックス vs 群馬ダイヤモンドペガサス
- 3勝1敗1分で徳島が初優勝し、4年ぶりにIL勢が独立リーグ日本一となった。

### 第9回（2015年）
愛媛マンダリンパイレーツ vs 新潟アルビレックス・ベースボール・クラブ
- 3勝2敗で愛媛が初優勝し、IL勢が前年に続いて連覇した。緒戦2連敗からの逆転優勝はシリーズ史上初めてである。

### 第10回（2016年）
愛媛マンダリンパイレーツ vs 群馬ダイヤモンドペガサス
- 3勝2敗で群馬が初優勝し、3年ぶりにBCL勢が優勝した。前年に続き、緒戦2連敗からの逆転優勝となった。

### 第11回（2017年）
徳島インディゴソックス vs 信濃グランセローズ
- 3勝2敗で徳島が3年ぶりに優勝し、2年ぶりにIL勢が制した。天候不順のため第4戦以降は2日間順延、第5戦も6回表終了後にコールドゲームが宣告され、2010年以来の「コールドゲームでの優勝決定」となった。

### 第12回（2018年）
香川オリーブガイナーズ vs 群馬ダイヤモンドペガサス
- 3勝1分で群馬が2年ぶりに優勝し、2年ぶりにBCL勢の優勝となった。無敗での制覇は2012年以来3度目であるが、引き分けを含むのは初めてとなる。

### 第13回 （2019年）
徳島インディゴソックス VS 栃木ゴールデンブレーブス
- 3勝2敗で徳島が2年ぶりに優勝し、2年ぶりにIL勢の優勝となった。勝敗が両チーム交互となる展開はシリーズ史上初となる。

### 2020年（中止）
2020年7月31日に日本独立リーグ野球機構は、「新型コロナウイルスの状況や各リーグの公式戦日程などを総合的に考慮した結果」、2020年の開催を見送ることを発表した。

### 2021年（中止）
2021年8月31日に日本独立リーグ野球機構は、「新型コロナウイルスの感染拡大状況や各リーグ、球団の公式戦日程などを総合的に考慮」して、前年に引き続き2021年の開催を見送ると発表した。その後の報道によると、BC・四国・九州各リーグの優勝チームにBCリーグ・栃木を加えた4チームのトーナメントで開催する予定だった。

### 2022年
高知ファイティングドッグス・信濃グランセローズ・火の国サラマンダーズ・士別サムライブレイズ
（トーナメント）
- 全試合が藤崎台県営野球場で開催された。準決勝（初戦）は信濃 vs 高知、火の国 vs 士別となる[20]。
- トーナメントの結果、火の国が初優勝した[21]。

### 2023年
徳島インディゴソックス、埼玉武蔵ヒートベアーズ、火の国サラマンダーズ、石狩レッドフェニックス、富山GRNサンダーバーズおよび愛媛マンダリンパイレーツ
（トーナメント）
- 全試合が愛媛県の松山中央公園野球場（坊っちゃんスタジアム）で開催された[22]。参加リーグの増加（日本海リーグ）に伴い、準々決勝からスタートする3日制とされ、各リーグ優勝チームのほかに「開催県枠」として四国アイランドリーグplusの愛媛が出場することになった[23]。
- トーナメントの結果、火の国が連覇を達成[24][25]。

### 2024年
愛媛マンダリンパイレーツ、信濃グランセローズ、北九州下関フェニックス、石狩レッドフェニックス、石川ミリオンスターズおよび栃木ゴールデンブレーブス
（トーナメント）
- 全試合が栃木県の小山運動公園野球場で開催された。前年に続いて「開催県枠」が設けられ、栃木ゴールデンブレーブスが出場した[26]。
- トーナメントの結果、信濃が初優勝[27]。

### 2025年
6月27日に発表された開催要項では、日程が9月25日からの4日間となり、開催地は前年と同じ栃木県（開催球場は最終日のみ真岡市民球場（真岡ハイトラ運動公園市民球場）、他の3日間は前年と同じ小山運動公園野球場）である。2022年発表の「持ち回り」という原則が崩れることになった。参加リーグは前年の5リーグに関西独立リーグ（さわかみ関西独立リーグ）の優勝チームが加わる一方、前年同様開催地枠として栃木ゴールデンブレーブスが出場する。その後関西独立リーグについては出場対象が「8月31日時点の首位チーム」に変更となった。

## ルール
第1回
- 先に3勝したチームの優勝で、以後の対戦は行わない。
- 9回を終了した時点で同点の場合は引き分けとし、延長戦は実施しない。引き分け試合の発生によって5試合を終えた時点で両チームの勝利数が同数となった場合は、両チーム優勝とする。
- 予告先発は実施しない。シリーズが始まった当時は公式戦ではアイランドリーグが実施、BCリーグは非実施だった。2011年からBCリーグも公式戦で実施するようになり、両リーグの足並みが揃ったが、グランドチャンピオンシップは2014年まで非実施が継続した。

第2回 - 第8回（第1回からの変更点）
- 9回を終了した時点で同点の場合は延長戦を実施。原則として決着が付くまで行うが、球場の使用条件によっては途中で新しいイニングに入らず、引き分けとなる場合がある。
- 全5戦（雨天等で実施できなかった場合も含む）を終わって戦績が五分の場合は予備日に1試合を実施し、優勝チームを決定する。雨天等で予備日を含む全日程を消化できなかった場合はその時点での成績で優勝を決定。その際五分の戦績のときは両チーム優勝とする。

第9回（第8回からの変更点）
- 予告先発が、9回目にして（また両リーグが公式戦で導入してから5年目にして）初めて実施された。

第10回 - 第13回（第9回からの変更点）
- 延長戦が最大12回までとされる。

2022年
- 9回を終了して同点の場合は、タイブレークでの延長戦（1アウト走者満塁で開始）を実施する。また、開始から2時間45分を超えた場合は、9回まで進んでいなくても次のイニングをもって最終回とする。
- 4チームによるトーナメント制。予備日は1日だけ設け、開催が1日のみの場合は準決勝に勝利した2チームを両方優勝とし、全く開催できなかった場合は優勝チームなしとする。

2023年（2022年からの変更点）
- 予備日は設けず、開催が1日以下の場合は優勝チームなし、2日間開催の場合は準決勝勝利の2球団を優勝チームに認定する。9月29日・30日の両日が中止となった場合には、10月1日に出場6チーム選抜メンバーによるエキシビションマッチを実施する。

## 審判
第1回から第10回まではホームチームに所属するリーグの審判が判定していた。第11回は初めて両リーグ混成の審判団が結成され、全試合を混成審判でジャッジした。

## 表彰
2014年以前は2007年・2009年の2回、シリーズMVPの選出が公表されていた。
2015年は、日本独立リーグ野球機構から最優秀選手と敢闘選手を表彰するとともに、優勝チームへの優勝カップと賞金、準優勝チームへの賞金の授与も実施された。

## 各種記録

### 試合
※観客動員数は2019年度までの実績による。
最多観客動員数：3,111人（2007年第3戦、サーパススタジアム）
最少観客動員数：235人（2017年第5戦、JAバンクスタジアム徳島）
引き分け
- 2014年第2戦 徳島インディゴソックス 8 - 8 群馬ダイヤモンドペガサス（7回降雨コールド）
- 2018年第3戦 群馬ダイヤモンドペガサス 6 - 6 香川オリーブガイナーズ（延長10回）

延長戦
- 2008年第5戦 香川オリーブガイナーズ 3 - 2 富山サンダーバーズ（11回、3時間20分）
- 2010年第2戦 香川オリーブガイナーズ 5x - 4 石川ミリオンスターズ（10回、3時間6分）
- 2010年第3戦 石川ミリオンスターズ 2x - 1 香川オリーブガイナーズ（10回、2時間43分）
- 2013年第4戦 石川ミリオンスターズ 4 - 2 徳島インディゴソックス（13回、4時間27分） ※シリーズ最長補回
- 2018年第3戦 群馬ダイヤモンドペガサス 6 - 6 香川オリーブガイナーズ（10回、3時間49分）
- 2019年第1戦 徳島インディゴソックス 7 - 6 栃木ゴールデンブレーブス（10回、4時間11分）
- 2019年第2戦 栃木ゴールデンブレーブス 4x - 3 徳島インディゴソックス（11回、4時間57分）※シリーズ最長試合時間

コールドゲーム（試合時間規定による8回以前終了の試合は含まない）
- 2010年第4戦 香川オリーブガイナーズ 2 - 0 石川ミリオンスターズ（7回表終了降雨コールド）※優勝決定戦
- 2014年第2戦 徳島インディゴソックス 8 - 8 群馬ダイヤモンドペガサス（7回終了降雨コールド）
- 2017年第5戦 徳島インディゴソックス 2 - 1 信濃グランセローズ（6回表終了降雨コールド）※優勝決定戦

### チーム
通算連勝記録 - 6（引き分けを含む）
- 群馬ダイヤモンドペガサス（2016年第3戦 - 第5戦、2018年第1戦 - 第4戦。2018年第3戦は引き分け）

※引き分けを含まない場合は、前記群馬の2018年第2戦までおよび下記3例の5連勝となる。
- 香川オリーブガイナーズ（2007年第2戦 - 第4戦、2008年第1戦 - 第2戦）
- 新潟アルビレックス・ベースボール・クラブ（2012年第1戦 - 第3戦、2015年第1戦 - 第2戦）※初出場初戦からの通算最多連勝
- 愛媛マンダリンパイレーツ（2015年第3戦 - 第5戦、2016年第1戦 - 第2戦）

通算連敗記録 - 6（引き分けを含む）
- 香川オリーブガイナーズ（2012年第1戦 - 第3戦、2018年第1戦 - 第4戦。2018年第3戦は引き分け）

※引き分けを含まない場合は、前記香川の2018年第2戦までおよび下記の5連敗となる。
- 石川ミリオンスターズ（2007年第2戦 - 第4戦、2010年第1戦 - 第2戦）

### 個人

#### 打撃記録
- 通算最多本塁打 4 - フランシスコ・カラバイヨ（群馬ダイヤモンドペガサス[注釈 6]）
- シリーズ最多本塁打 3 - 中村真崇（香川オリーブガイナーズ、2010年）、武蔵（栃木ゴールデンブレーブス、2024年、1試合で記録）

#### 投手記録
- 通算最多勝利 5 - 南和彰（石川ミリオンスターズ）
- 通算最多敗戦 3 - 岩根成海（徳島インディゴソックス）

#### その他
- 日本シリーズとグランドチャンピオンシップに出場歴のある選手[注釈 7]
  - 前川勝彦 - 日本シリーズ：2001年[39]、グランドチャンピオンシップ：2010年[40][41]
  - 本間満 - 日本シリーズ：2003年[42]、グランドチャンピオンシップ：2010年[43]
  - 三輪正義 - 日本シリーズ：2015年[44]、グランドチャンピオンシップ：2007年[45]
  - 西岡剛 - 日本シリーズ：2005年[46]・2010年[47]・2014年[48]、グランドチャンピオンシップ：2019年[49][注釈 8]
  - 増田大輝 - 日本シリーズ：2019年[50]・2020年[51]、グランドチャンピオンシップ：2014年[52]
  - 清田育宏 - 日本シリーズ：2010年[53]、グランドチャンピオンシップ：2023年[54]
- 日本シリーズとグランドチャンピオンシップで指揮を執った監督
  - 高津臣吾 - 日本シリーズ：2021年[55]・2022年[56]、グランドチャンピオンシップ:2012年[57]※GCSと2021年の日本シリーズで優勝を達成